# Paukansaari (ö i Södra Savolax)
Paukansaari är en ö i Finland. Den ligger i sjön Pihlajavesi och i kommunen Nyslott i  landskapet Södra Savolax, i den sydöstra delen av landet, 290 km nordost om huvudstaden Helsingfors. Öns area är 24,5 hektar och dess största längd är 1 kilometer i sydöst-nordvästlig riktning.